# 盧克·米切爾
盧克·米切爾（Luke Mitchell，1985年4月17日—），澳洲男演員，在CW《異能行者》飾演男角色約翰·揚而獲得Logie Awards最受歡迎新人男演員獎。

## 簡歷
出生於澳洲黃金海岸，父母離婚後，雙親都繼續再婚。米切爾有三個兄弟和一個姐妹，哥哥是網球教練，弟弟本傑明·米切爾是澳洲網球選手的前10名，米切爾5歲至19歲都在練習網球，但他意識到這不是一生中唯一重要的事情後，放棄了網球運動。

## 私人生活
在2009年米切爾與Rebecca Breeds約會，在2012年5月訂婚，2013年1月結婚。

## 電視劇
| 年份        | 片名                  | 角色          | 備註                                      |
| 2008年      | 《家有芳鄰》          | 克里斯·奈特   | 11集                                      |
| 2009年      | 《Murdoch Mysteries》 | 威爾·本傑明   | 第三季；常設角色                          |
| 2009年      | 《聚散離合》          | 羅密歐·史密斯 | 常設角色                                  |
| 2013年      | 《異能行者》          | 約翰·楊       | 主要角色                                  |
| 2013年      | 《只限會員》          | 傑斯          | 未播出                                    |
| 2015-2016年 | 《神盾局特工》        | 林肯·坎貝爾   | 第二季；常設角色; 第三季；主要角色;共29集 |
| 2016年-現在 | 《盲點》              | 羅曼·克鲁格   | 第二季；常設角色                          |

## 電影
| 年份   | 片名                         | 角色         | 備註 |
| 2008年 | 《Performance Anxiety》      | Peter Koliat |      |
| 2010年 | 《Cryptopticon》             | Y            |      |
| 2015年 | 《en:7 Minutes》             | Sam          |      |
| 2016年 | 《en:Mothers and Daughters》 | Nelson Quinn |      |

## 獎項
| 年份   | 獎項         | 類別           | 結果 |
| 2010年 | Logie Awards | 最受歡迎新人獎 | 得獎 |

## 資料來源
- 盧克·米切爾IMDb （页面存档备份，存于）

## 外部連結
- 盧克·米切爾Twitter （页面存档备份，存于）
- 新聞

1. ↑  . The Sunday Times. December 21, 2011.
2. ↑  . Digital Spy. May 13, 2012  [2014-05-02]. （原始内容存档于2015-09-24）.